# Wolfgang Mayrhofer
Wolfgang Mayrhofer (* 24. Mai 1958 in Klagenfurt) ist ein ehemaliger österreichischer Segler. Er ist seit 1997 ordentlicher Professor an der Wirtschaftsuniversität Wien.

## Sport
Wolfgang Mayrhofer nahm an den Olympischen Spielen 1980 in Moskau in der Bootsklasse Finn-Dinghy teil. Mit 46,7 Punkten gewann er als Zweitplatzierter hinter Esko Rechardt und vor Andrei Balaschow die Silbermedaille. Für diesen Erfolg erhielt er den Ehrenring der Stadt Neusiedl am See.
Wolfgang Mayrhofer segelt seit seinem fünften Lebensjahr. 1963 bis 1973 segelte er Optimist, das beliebteste Einhandboot für Kinder unter 15 Jahren. 1969 war er weltweit bester Segler im Optimist unter 12 Jahren. 1974 bis 1976 Segelte er im OK-Dinghy und 1976 bis 1983 im Finn-Dinghy (Olympiaklasse 1952–2020). In OK und Finn war er mehrfacher Staatsmeister und nahm an zahlreichen Europa- und Weltmeisterschaften der Junioren und Senioren teil. In der Finn-Klasse wurde er 1979 Vize-Europameister (Junioren).
Seit 1983 betreibt er nur noch Hobby-Segeln mit gelegentlichen Jollen- und Großbootrennen.

## Akademische Laufbahn
Auf der akademischen Laufbahn ist Mayrhofer Professor für Management und Organisationsverhalten am Interdisziplinären Institut für verhaltenswissenschaftlich orientiertes Management (ivm) der Universität Wien. Zuvor hatte er Forschungs- und Lehraufträge an der Universität Paderborn und der Technischen Universität Dresden, nachdem er sein Diplom und seinen Doktortitel in Betriebswirtschaftslehre an der Universität Wien erworben hatte.
Er forscht in den Bereichen vergleichendes internationales Personalmanagement und Führung, Berufslaufbahnen sowie Systemtheorie und -management und hat mehrere nationale und internationale Auszeichnungen für herausragende Forschung und Verdienste um die akademische Gemeinschaft erhalten. Er hatte zahlreiche internationale Lehraufträge, unter anderem an der Copenhagen Business School (Dänemark), den Vereinten Nationen (Genf), ESADE (Barcelona, Spanien), Estonian Business School (Tallinn, Estland), Hertie School of Governance (Berlin), INCAE (Costa Rica), Rotterdam School of Management (Niederlande), Universität Carlos III (Madrid, Spanien) und der Universität Istanbul (Türkei) und berät regelmäßig Organisationen des privaten und öffentlichen Sektors, wobei er den Schwerpunkt auf Führung, Team- und Selbstentwicklung durch Outdoor-Training/Segeln legt.

### Mitgliedschaften
Wolfgang Mayrhofer ist Mitglied des Redaktions- und Beratungsausschusses des Journal for Managerial Psychology, des Journal for Cross-Cultural Competence and Management, des Journal of the International Society for Research in Healthcare Financial Management, des Journal of Management Spirituality and Religion, der Management Revue, der Zeitschrift für Personalforschung, des Jordanian Journal of Administrative Sciences, der ESADE-DEUSTO-Reihe Managing people in 21st century organisations und korrespondierendes Mitglied des Journal for East European Management Studies. Er ist außerdem Mitarbeiter am Centre for Research into the Management of Expatriation, Cranfield, Vereinigtes Königreich, wissenschaftlicher Mitarbeiter am Centre for Global Workforce Strategy, Simon Fraser University, Kanada, Mitglied des akademischen Beirats der Association of Human Resource Management in International Organisations (AHRMIO) und Gastprofessor am Henley Management College, Großbritannien.

## Familie
Mayrhofer ist verheiratet und hat vier Kinder, drei Töchter und einen Sohn.

## Werke
Mayrhofer ist Autor und Co-Autor von mehr als 175 wissenschaftlichen Beiträgen und etwa 100 Artikeln.
Er ist Autor, Mitautor und Mitherausgeber von 36 Büchern.

### Auswahl
- W. Mayrhofer, G. Furtmüller, H. Kasper (Hrsg.): Personalmanagement – Führung – Organisation. 6. Auflage. Linde, Wien 2023.
- W. Mayrhofer, J. Steyrer (Hrsg.): Karriereachterbahn: Was unsere Berufswege wirklich beeinflusst. Linde, Wien 2023.
- J. Briscoe, M. Dickman, D. T. Hall, W. Mayrhofer, E. Parry (Hrsg.): Karrieren rund um den Globus verstehen. Geschichten und Quellenbuch. Edward Elgar Publishing, Cheltenham, Northampton 2023.
- Yochanan Altman, Judi Neal, Wolfgang Mayrhofer (Hrsg.): Spiritualität am Arbeitsplatz. Einen Unterschied machen. de Gruyter, Berlin/Boston 2022.
- H. P. Gunz, M. B. Lazarova, W. Mayrhofer (Hrsg.): The Routledge Companion to Career Studies. Routledge, Milton Park 2020.
- C. Brewster, W. Mayrhofer, E. Farndale (Hrsg.): Handbook Of Research On Comparative Human Resource Management. 2. Auflage. Edward Elgar, Cheltenham 2018.
- H. Gunz, W. Mayrhofer: Karrierestudien neu denken. Dialog über Grenzen hinweg erleichtern mit dem Social Chronology Framework. Cambridge University Press, Cambridge 2018.
- C. Mabey, W. Mayrhofer (Hrsg.): Führungsqualitäten entwickeln. Fragen, die Business Schools nicht stellen. Sage, Los Angeles et al. 2015.